# Balaji K. Kumar
Balaji K. Kumar (né à Chennai dans le sud de l'Inde) est un réalisateur et dialoguiste indien.

## Biographie
Il apprend le cinéma aux États-Unis et tourne son premier long métrage en anglais: son premier film 9 lives of Mara a été récompensé dans plusieurs festivals. Avant l'aube sorti en 2013 est considéré comme son premier film « kollywoodien » (terme combinant  Kodambakkam et Hollywood, par opposition à Bollywood).

## Filmographie
- 2007 : 9 lives of Mara - meilleur film au Lovecraft Film Festival édition 2007
- 2013 : Avant l'aube (Vidiyum Munn)